# Rio Mandu
O rio Mandu é um rio de Minas Gerais, cuja nascente se localiza em Ouro Fino, no bairro Mandu. Seu leito passa por Ouro Fino, Borda da Mata e Pouso Alegre. Sua foz é no Sapucaí-Mirim, em Pouso Alegre. Ele é um rio de grande importância em Borda da Mata e Pouso Alegre.